# 배리 페퍼
배리 페퍼(Barry Pepper, 1970년 4월 4일 ~ )는 캐나다의 배우이다.

## 출연 작품

### 영화
- 어반 사파리
- 파이어스톰
- 에너미 오브 스테이트
- 그린 마일
- 라이언 일병 구하기
- 배틀필드
- 위 올 폴 다운
- 넉어라운드 가이스
- 61*
- 위 워 솔저스 - 조 갤로웨이 역
- 25시
- snow walker
- 토미리존스의 쓰리베리얼
- 위대한 황야-달에서의 걸음
- 리플리 언더 그라운드
- 언노운
- 아버지의 깃발
- 세븐 파운즈
- 단델리온 더스트
- 프린세스 카올라니
- 더 브레이브 - 럭키 네드 펩퍼 역
- 카지노 잭
- 사랑이 부족할 때: 로이스 윌슨 이야기
- 케네디스 - 로버트 F. 케네디 역 (드라마)
- 브로큰 시티
- 스니티
- 론 레인저
- 킬 더 메신저
- 메이즈 러너: 스코치 트라이얼
- 홀로도모르: 우크라이나 대학살
- 몬스터 트럭
- 메이즈 러너: 데스 큐어 - 빈스 역
- 크롤 - 데이브 역
- 페인티드 버드 - 미트카 역
- 마약기생충 - 더 보스 역
- 트리거 포인트 - 니콜라스 쇼 역

Jagged Edge의 'Goodbye' 뮤직비디오 출연.